# Borodczyce
Borodczyce (ukr. Бородчиці) – wieś na Ukrainie w rejonie stryjskim (do 2020 roku w rejonie żydaczowskim) należącym do obwodu lwowskiego nad Dniestrem.
Znajduje tu się przystanek kolejowy Borodczyce, położony na linii Tarnopol – Stryj.

## Położenie
Na podstawie Słownika geograficznego Królestwa Polskiego i innych krajów słowiańskich: Borodczyce to wieś w powiecie bóbreckim nad Dniestrem, 4 mile na południe od Bóbrki.